# Філду-де-Міжлок
Філду-де-Міжлок (рум. Fildu de Mijloc) — село у повіті Селаж в Румунії. Входить до складу комуни Філду-де-Жос.
Село розташоване на відстані 366 км на північний захід від Бухареста, 29 км на південь від Залеу, 48 км на захід від Клуж-Напоки.

## Населення
За даними перепису населення 2002 року у селі проживали 456 осіб. Рідною мовою 454 особи (99,6%) назвали румунську.
Національний склад населення села:
| Національність | Кількість осіб | Відсоток |
| -------------- | -------------- | -------- |
| румуни         | 387            | 84,9%    |
| цигани         | 69             | 15,1%    |